# Pachydactylus affinis
Pachydactylus affinis — вид геконоподібних ящірок родини геконових (Gekkonidae). Ендемік Південно-Африканської Республіки.

## Поширення і екологія
Pachydactylus affinis мешкають на північному сході ПАР, де поширені на більшій частині Гаутенга, на сході Північно-Західної провінції, в Мпуамаланзі та в Лімпопо, за винятком більшої частини Лоувельда і долини Лімпопо. Вони живуть на луках і в саванах, серед скельних виступів, трапляються в термітниках та в будівлях. Зустрічаються на висоті від 500 до 2200 м над рівнем моря. 

## Галерея

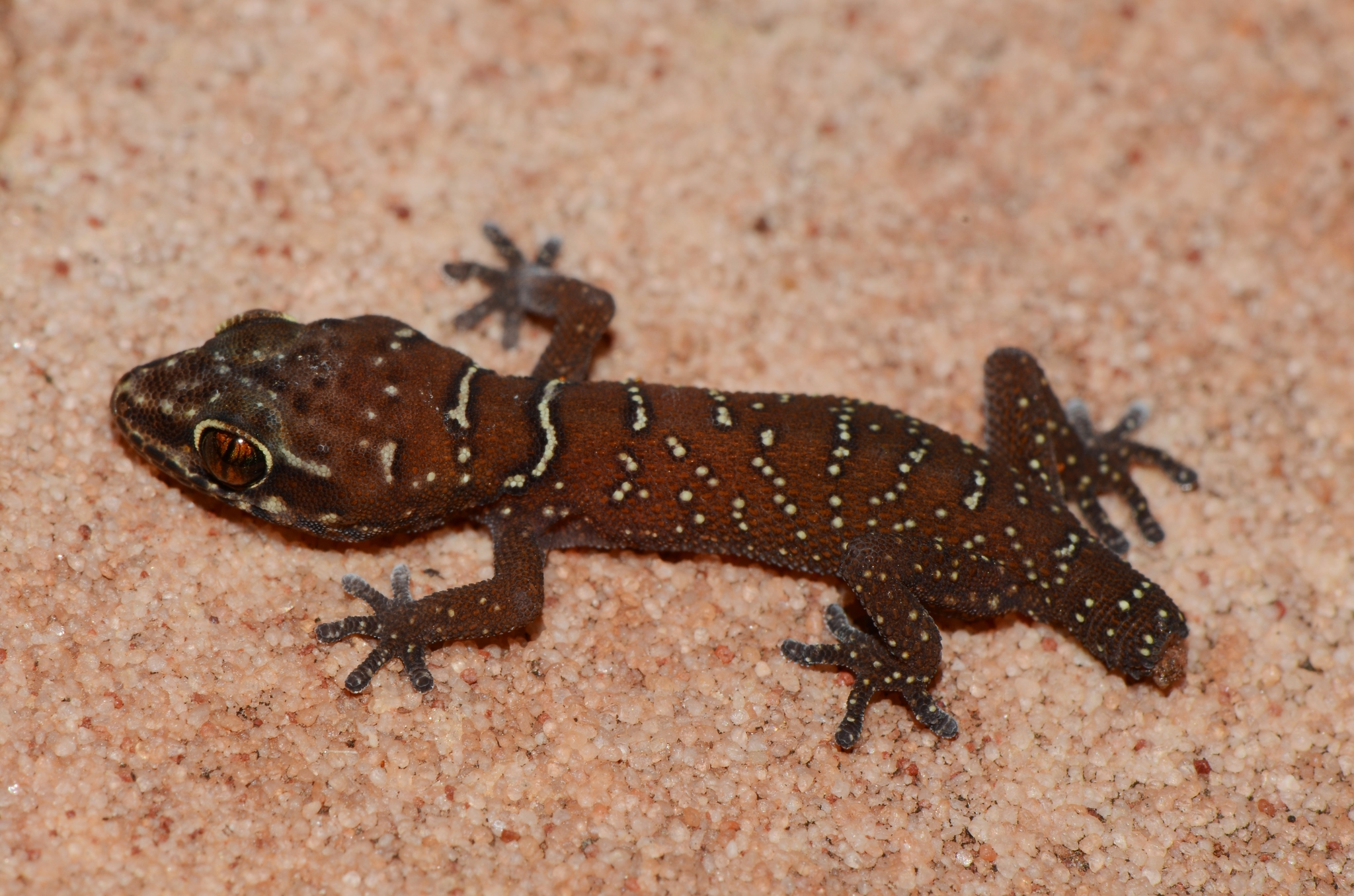
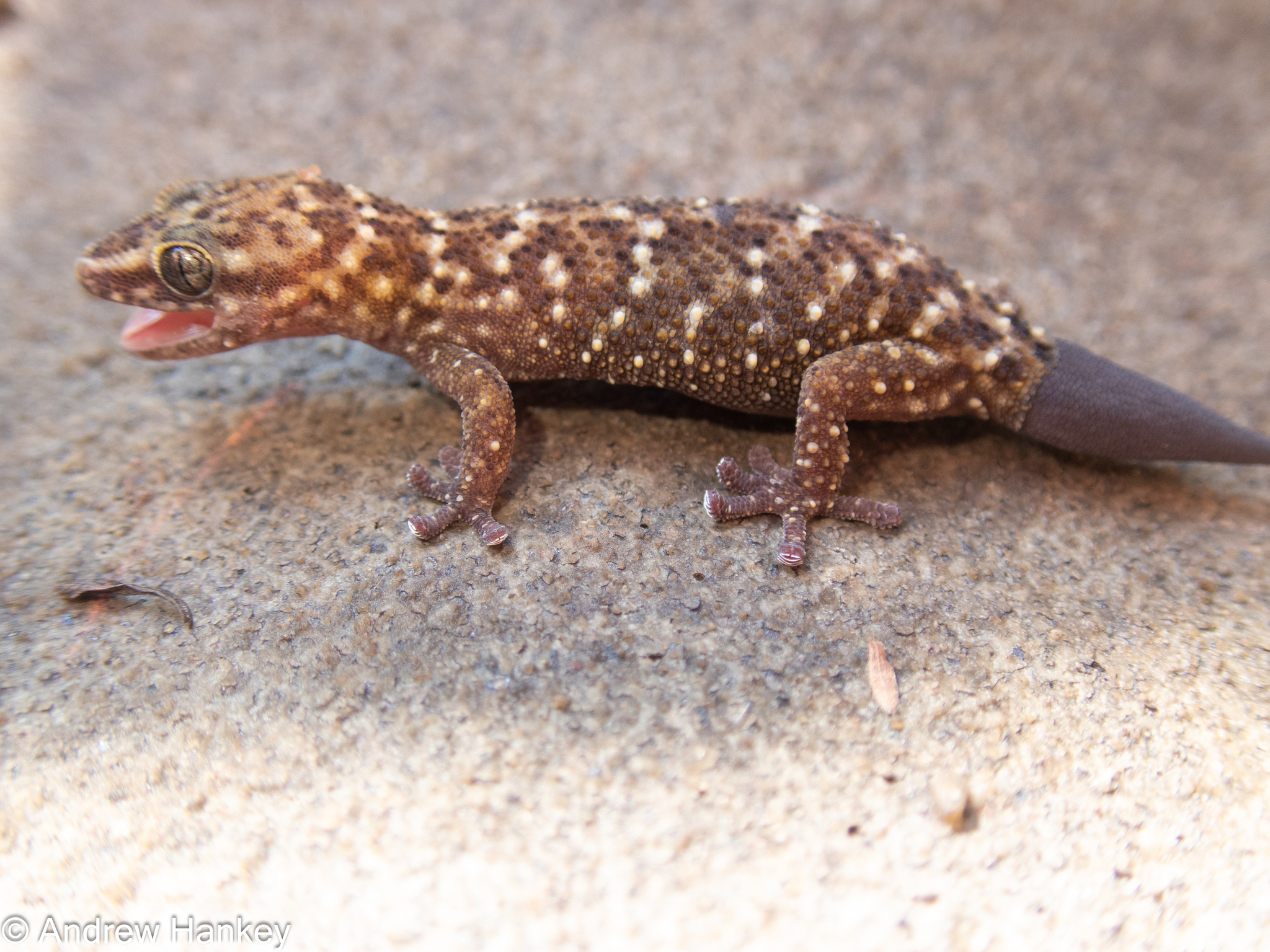
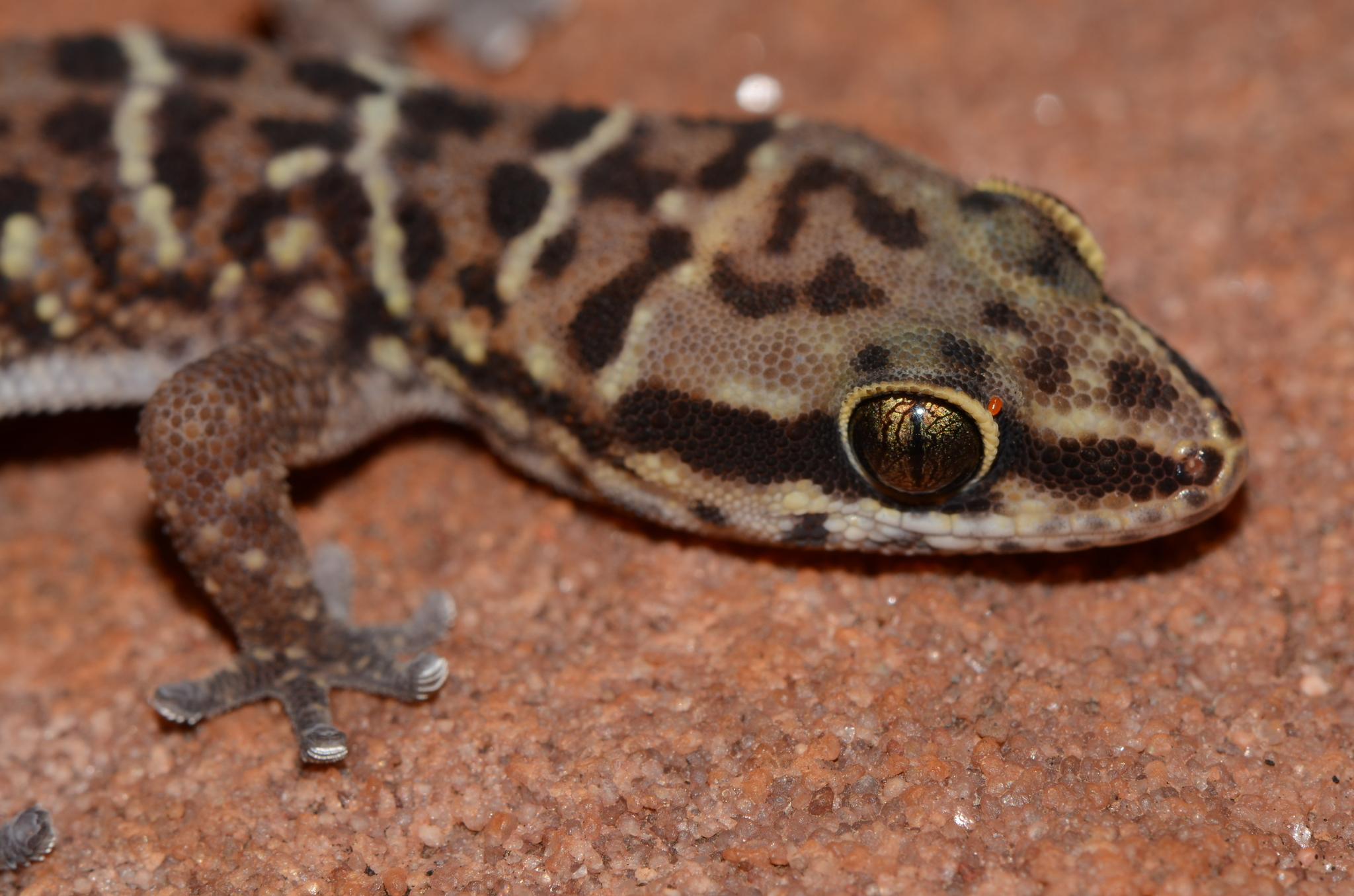
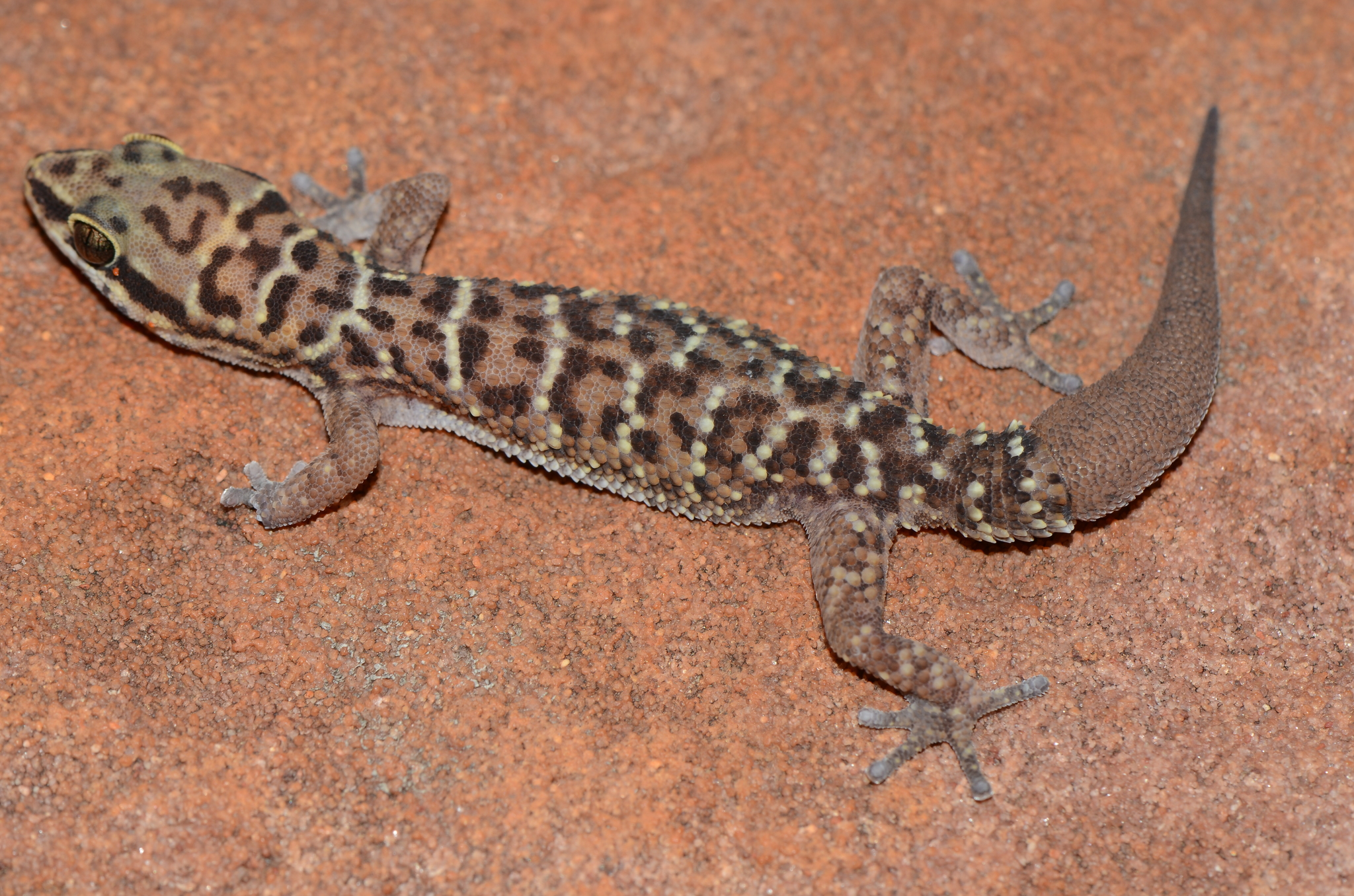